# クレデール
クレデール （Cléder、ブルトン語:Kleder）は、フランス、ブルターニュ地域圏、フィニステール県のコミューン。

## 地理
コート・デ・サーブル（Côte des Sables、砂海岸）に面し、サン＝ポル＝ド＝レオンに近い。クレデールはプルエスカ、シビリル、トレフラウエナン、サン＝ヴゲと接している。クレデールの南東方向にあるモルレーとは22kmの距離である。

### 気候
イギリス海峡の海岸に位置するコミューンであるため、温暖な海洋性気候であり、一年を通じて海の影響を受けている。メキシコ湾流、大西洋からの穏やかな海流が海岸を守り、大きな気温の高低差を防いでいる。
農地ではカリフラワー、アーティチョーク、AOC指定されているロスコフのタマネギ（oignons de Roscoff）、エシャロットが栽培されている。

## 歴史
クレデール教区は、レオン司教区内のレオン助祭管区の一部であった。そこは聖ピエールと聖ケ・コレドックの言葉の影響下にあった。17世紀の聖人伝執筆者アルベール・ル・グランによれば、聖ケ・コレドックは495年に亡くなり、彼の同志であった聖ケリアンはその数年前である490年に亡くなっているという。

## 人口統計
| 1962年 | 1968年 | 1975年 | 1982年 | 1990年 | 1999年 | 2006年 | 2010年 |
| ------ | ------ | ------ | ------ | ------ | ------ | ------ | ------ |
| 4544   | 4275   | 3923   | 3928   | 3801   | 3641   | 3781   | 3824   |

参照元:1999年までEHESS、2000年以降INSEE

## ブルトン語
2007年の新学期時点で、クレデールの児童のうち25.7%が二言語教育を行う小学校に在籍していた。

## 観光

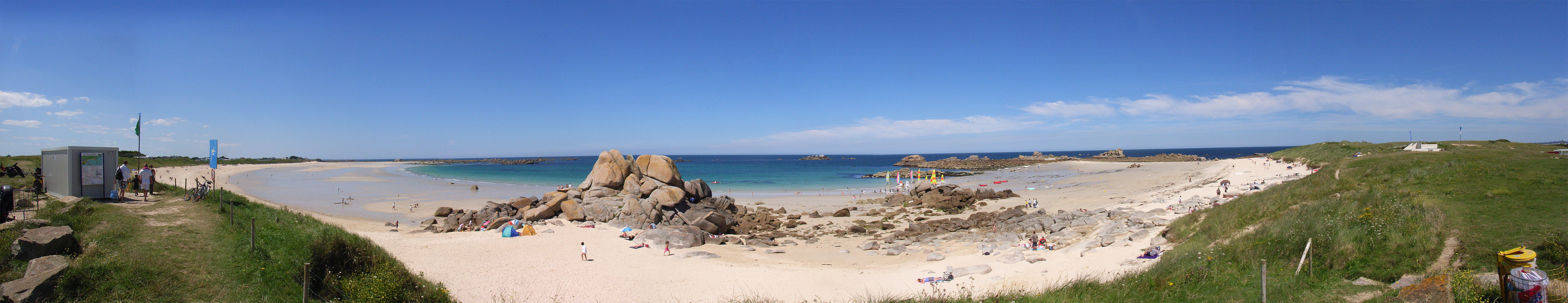
クレデールの海岸

クレデールの海岸全体は、歩道、自転車道、バイクや自動車の車道が整備されていて歩きやすい。
- トロンジョリーのマノワール - 16世紀
- ケルマンギ城 -1632年
- ケルゴナデアック城 - 1620年

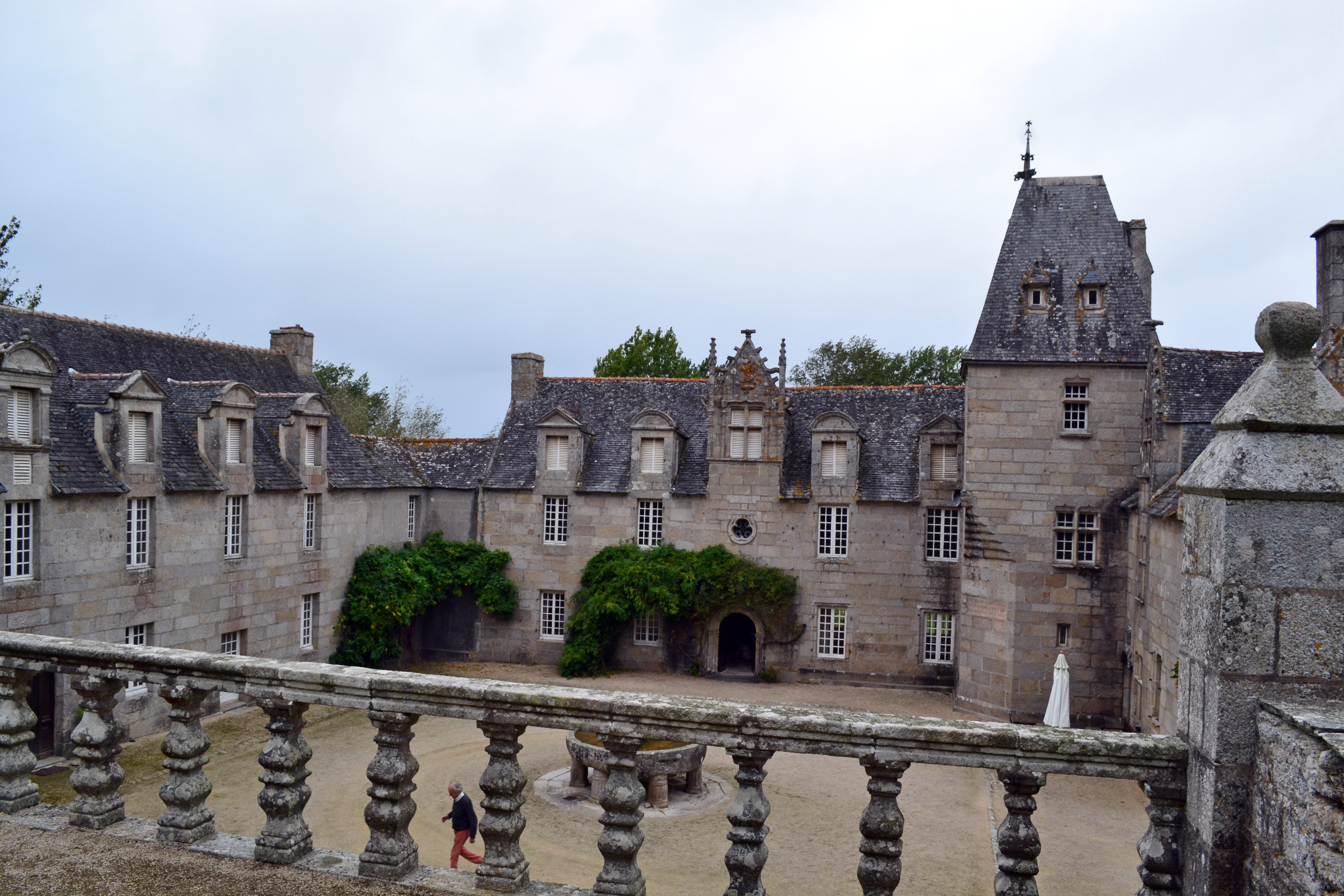
トロンジョリーのマノワール
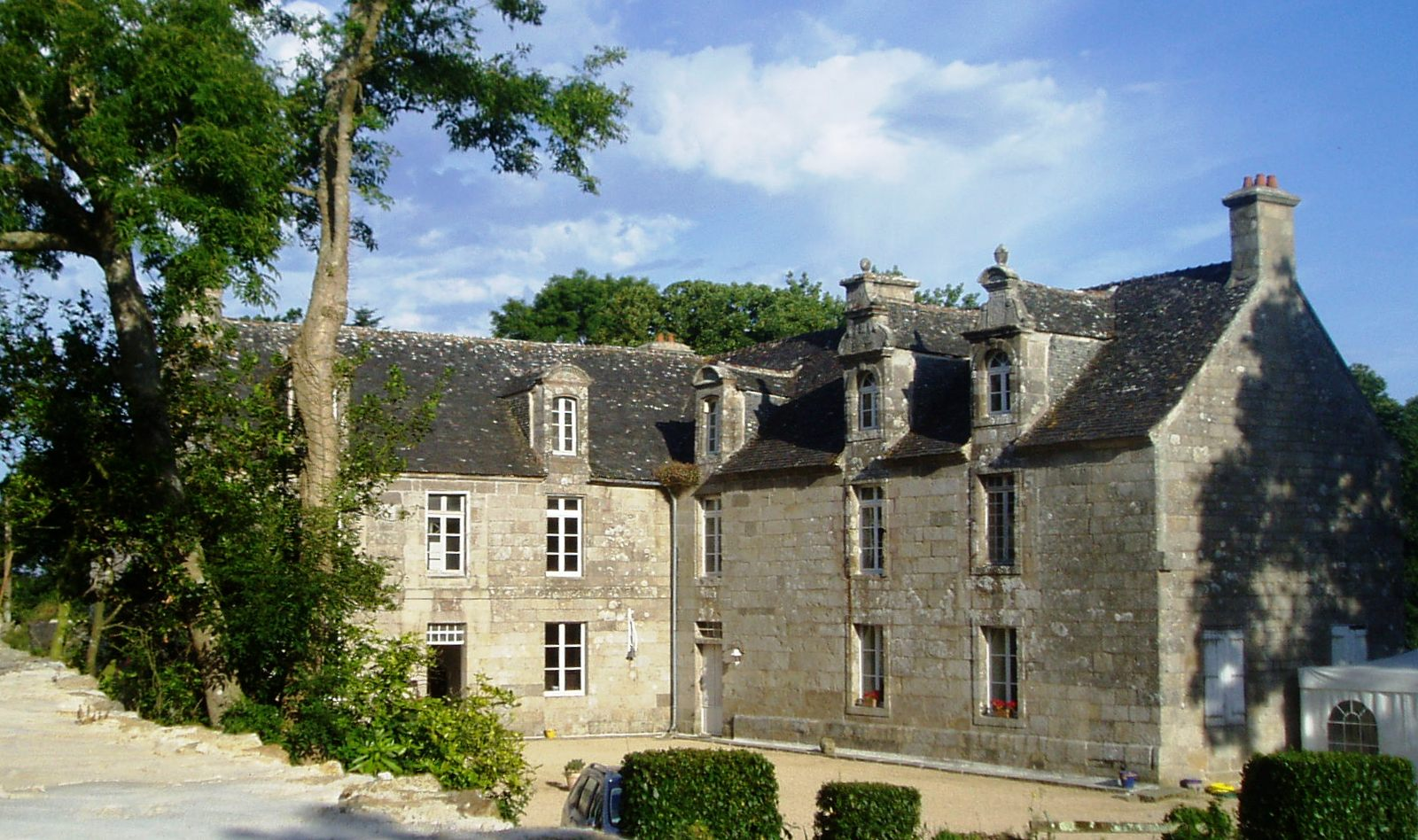
ケルメンギ城
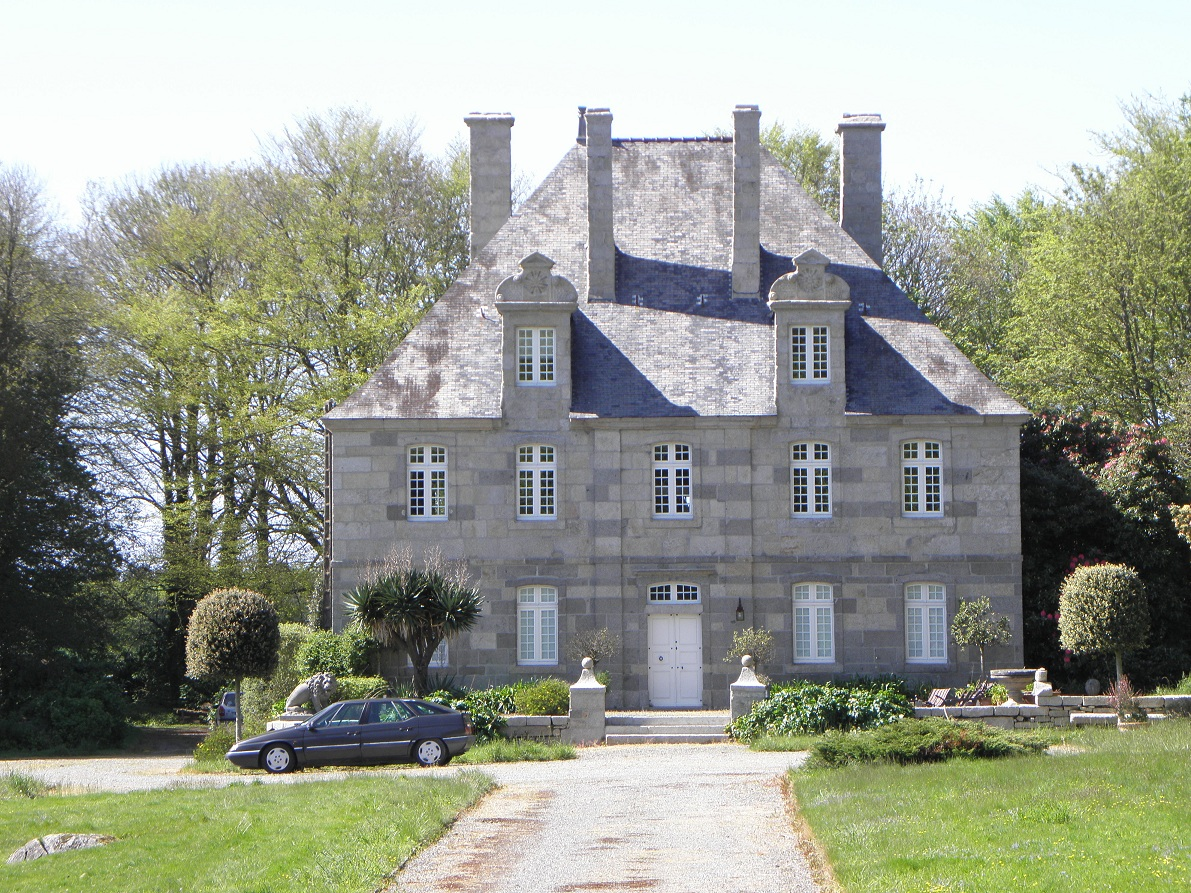
ケルゴナデアック城

## 姉妹都市
- アシュバートン、イギリス
- タナンジュ、フランス
- ヘルレスハウゼン、ドイツ